# 卡斯泰洛-莫利纳迪菲耶梅
卡斯泰洛-莫利纳迪菲耶梅（義大利語：Castello-Molina di Fiemme），是意大利特伦托自治省的一个市镇。总面积54平方公里，人口2248人，人口密度41.6人/平方公里（2009年）。ISTAT代码为022047。